# Messerschmitt Bf 110
Messerschmitt Bf 110 je bil dvomotorni nemški lovec, nočni lovec in jurišnik druge svetovne vojne.
Ko se je fronta širila, so morali Nemci izdelati letala za večje razdalje. Zato je Messerschmitt skonstruiral Bf 110. Z dvema motorjema je dosegel hitrost do 500 km/h. Letel je lahko tudi 800 km daleč. Oborožen je bil z dvema topovoma kalibra 20 mm in šestimi strojnicami.

## Uporabniki
Tretji rajh
- Luftwaffe

 Madžarska
- Madžarske zračne sile

 Italija
- Regia Aeronautica

 Romunija
- Romunske zračne sile

 Sovjetska zveza
- Zračne sile Rdeče armade (zaplenjeni Messerschmitti Bf 110[1])